# Reiner Knizia

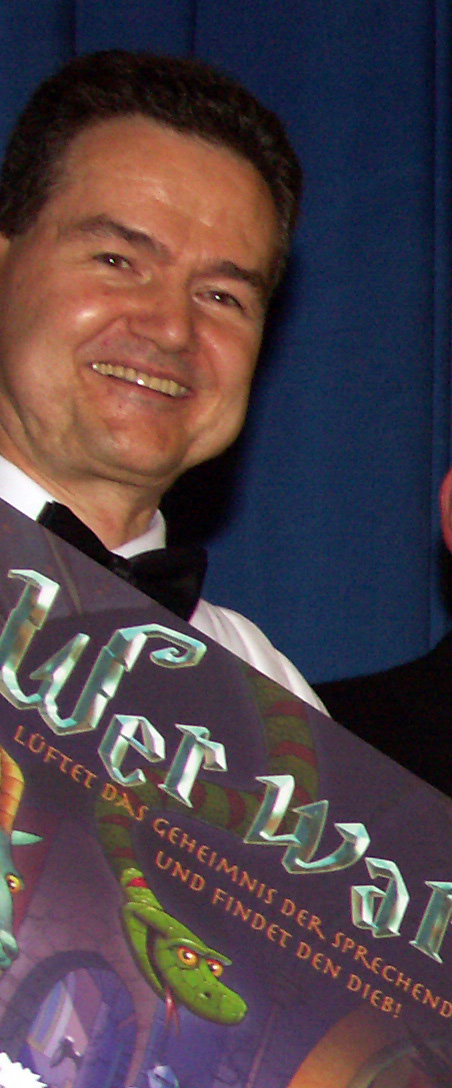
Reiner Knizia bei der Preisverleihung des Deutschen Spiele Preis 2008 in Essen

Reiner Walter Knizia (* 16. November 1957 in Illertissen) ist ein deutscher Spieleautor. Von seinen über 800 veröffentlichten Spielen, die in mehr als 2.000 Versionen vorliegen, wurden nach eigenen Angaben bisher mehr als 20 Millionen Exemplare verkauft.
Viele seiner Spiele sind mehrfach ausgezeichnet, so hat er bereits viermal den Deutschen Spielepreis und dreimal den Hauptpreis beim österreichischen Spiel der Spiele gewonnen. 2008 erhielt er sowohl die Auszeichnung Spiel des Jahres als auch Kinderspiel des Jahres.

## Leben
Knizia studierte Physik und später Mathematik an der Universität Ulm, machte dort sein Diplom und erwarb den Master of Science auf der Syracuse University in den USA. Er erlangte den Doktorgrad für seine Arbeit über „Charakterisierung von mehrdimensionalen Perron-Integralen“ wiederum in Ulm, für welche er 1987 einen Promotionspreis erhielt.
Knizia war Projektleiter und Gruppenleiter für Softwareentwicklung, schließlich stellvertretender Abteilungsdirektor für Informationstechnologie im Auslandsgeschäft einer deutschen Großbank und Abteilungsdirektor für Unternehmensplanung einer deutschen Großbank. Außerdem war er General Manager und im Vorstand eines britischen Baufinanzierungsunternehmens. Es folgten Lehraufträge für Projektmanagement und Managementtechniken an mehreren Universitäten und Instituten.

## Spieleautor

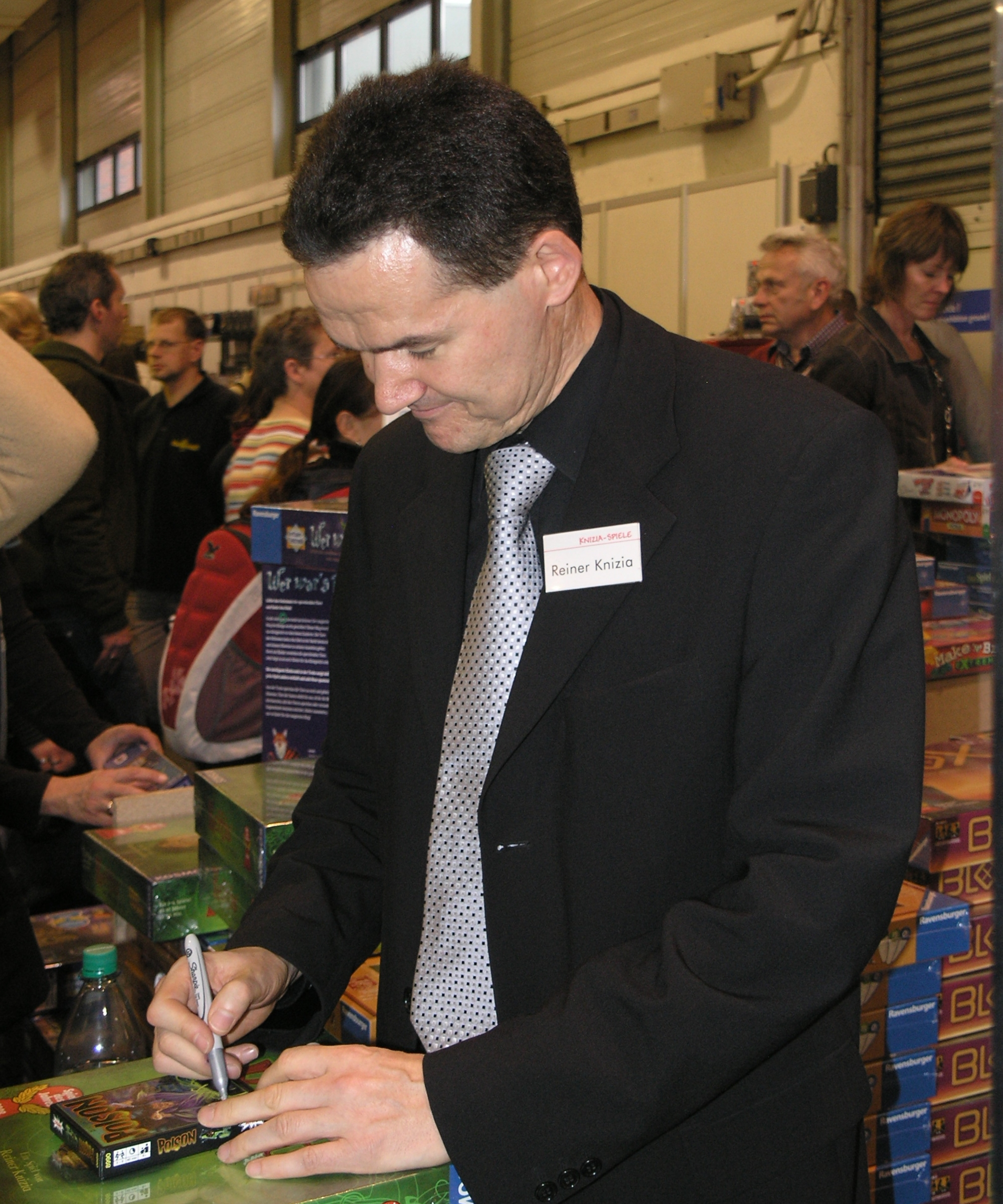
Knizia beim Signieren

Mit etwa acht Jahren entwickelte Knizia seine ersten eigenen Spiele. Ernsthafter beschäftigte er sich mit Spielen aber erst ab Mitte/Ende der 1980er Jahre. Zu den ersten von Reiner Knizia entwickelten Spielen gehörten Postspiele für sein 1985 gegründetes Zine Postspillion. Sieben verschiedene Postspiele starteten zwischen 1985 und 1987. Der Postspillion erschien bis 2005, und sein Spiel Bretton Woods, das 1987 gestartet wurde, lief bis April 2007.
1990 veröffentlichte er dann Digging bei Hexagames und Goldrausch bei Hans im Glück, welches den 5. Platz beim Deutschen Spiele Preis erreichte. Im selben Jahr erschien auch sein Buch Neue Taktikspiele mit Würfeln und Karten bei Hugendubel.
Seit 1997 ist er hauptberuflicher Spieleautor. Zwischen 1999 und 2001 war Knizia auch Vorsitzender der Spieleautorenzunft SAZ. 
Knizias Spiele wurden vielfach mit Preisen ausgezeichnet. 1993, 1998, 2000 und 2003 erhielt er für Modern Art, Euphrat & Tigris, Tadsch Mahal und Amun-Re jeweils den Deutschen Spiele Preis, 2003, 2004 und 2006 erhielt er für King Arthur, Einfach Genial und Tal der Abenteuer den Hauptpreis beim österreichischen Spiel der Spiele. 2008 erhielt er für Keltis die Auszeichnung Spiel des Jahres und für Wer war’s? die Auszeichnung Kinderspiel des Jahres. In der Internet Top 100 Games List stehen 16 Knizia-Spiele, davon sechs Spiele in den Top 20. (Stand 2004).
2004 wurde er in die Hall of Fame des Origins Award aufgenommen.

### Kritik
Den Spielen von Reiner Knizia wird nachgesagt, gelegentlich zu trocken und zu mathematisch perfekt zu sein. Es gibt dazu aber auch Gegenbeispiele, etwa das Ende 2003 erschienene King Arthur, ein elektronisches Brettspiel, oder das 2005 erschienene Heckmeck am Bratwurmeck, ein einfaches Würfelspiel, die unterhaltsam und leicht verständlich sind. Die Behauptung, man könne Knizias Spiele in zwei Kategorien einteilen, die eher komplexen und strategischen „Knizia-Spiele“ und die lockeren und glücksbetonteren „Reiner-Spiele“, trifft laut Knizia nicht zu. Er selbst möchte sich „nicht in diese zwei Schachteln, nämlich ‚Knizia-Spiele‘ und ‚Reiner-Spiele‘, stecken“, da es einer seiner Ansprüche sei, „sehr vielfältige Dinge zu machen“, z. B. auch im Kinder-, Knobel- und sogar Elektronikbereich.

## Trivia
In der Brettspiel-Szene ist der Begriff „Knizia scoring“ (d. h. „Knizia-Wertung“) bekannt, der einen speziellen Mechanismus beschreibt, am Ende eines Spiels die erzielten Punkte zu ermitteln, der sich in mehreren von Knizias Spielen findet. Beim „Knizia scoring“ sammeln die Spieler während des Spiels Punkte in verschiedenen Kategorien, bei Spielende wird aber nur diejenige Kategorie gewertet, die von allen den niedrigsten Punktestand aufweist. Diese Mechanik belohnt eine ausgewogene Strategie und verhindert, dass Spieler sich auf eine Punktekategorie fokussieren, in der sie beispielsweise besondere Vorteile genießen.

## Bücher
- Reiner Knizia: Neue Taktikspiele mit Würfeln und Karten. Hugendubel, München 1990, ISBN 3-88034-458-2.
- Reiner Knizia: Neue Spiele im alten Rom. Hugendubel, München 1994, ISBN 3-88034-735-2.
- Reiner Knizia: Kartenspiele im Wilden Westen. Hugendubel, München 1995, ISBN 3-88034-808-1.
- Reiner Knizia: Das große Buch der Würfelspiele. Hugendubel, München 2000, ISBN 3-7205-2183-4.
- Reiner Knizia: Kartenschach. Berliner Spielkarten, 2000

## Auszeichnungen (Auswahl)
- Spiel des Jahres
  - 1992: Quo vadis: Auswahlliste
  - 1993: Tutanchamun: Auswahlliste
  - 1993: Modern Art: Auswahlliste
  - 1995: Medici: Auswahlliste
  - 1998: Durch die Wüste: Auswahlliste
  - 1998: Money: Auswahlliste
  - 1998: Euphrat & Tigris: Auswahlliste
  - 2000: Tadsch Mahal: Auswahlliste
  - 2001: Der Herr der Ringe: Sonderpreis „Literatur im Spiel“
  - 2001: Royal Turf: Auswahlliste
  - 2002: Der Herr der Ringe: Die Gefährten – Das Kartenspiel: Auswahlliste
  - 2003: Amun-Re: Auswahlliste
  - 2004: Einfach Genial: nominiert
  - 2004: Carcassonne – Die Burg: Empfehlungsliste
  - 2006: Blue Moon City: nominiert
  - 2008: Keltis: Hauptpreis
  - 2008: Pingu-Party: Empfehlungsliste
  - 2009: Fits: nominiert
  - 2009: Poison: Empfehlungsliste
  - 2010: Jäger und Sammler: Empfehlungsliste
  - 2013: Rondo: Empfehlungsliste
  - 2012: Indigo: Empfehlungsliste
  - 2017: Wettlauf nach El Dorado: nominiert
  - 2019: Lama: nominiert
  - 2020: My City: nominiert
- Kinderspiel des JahresWer war's

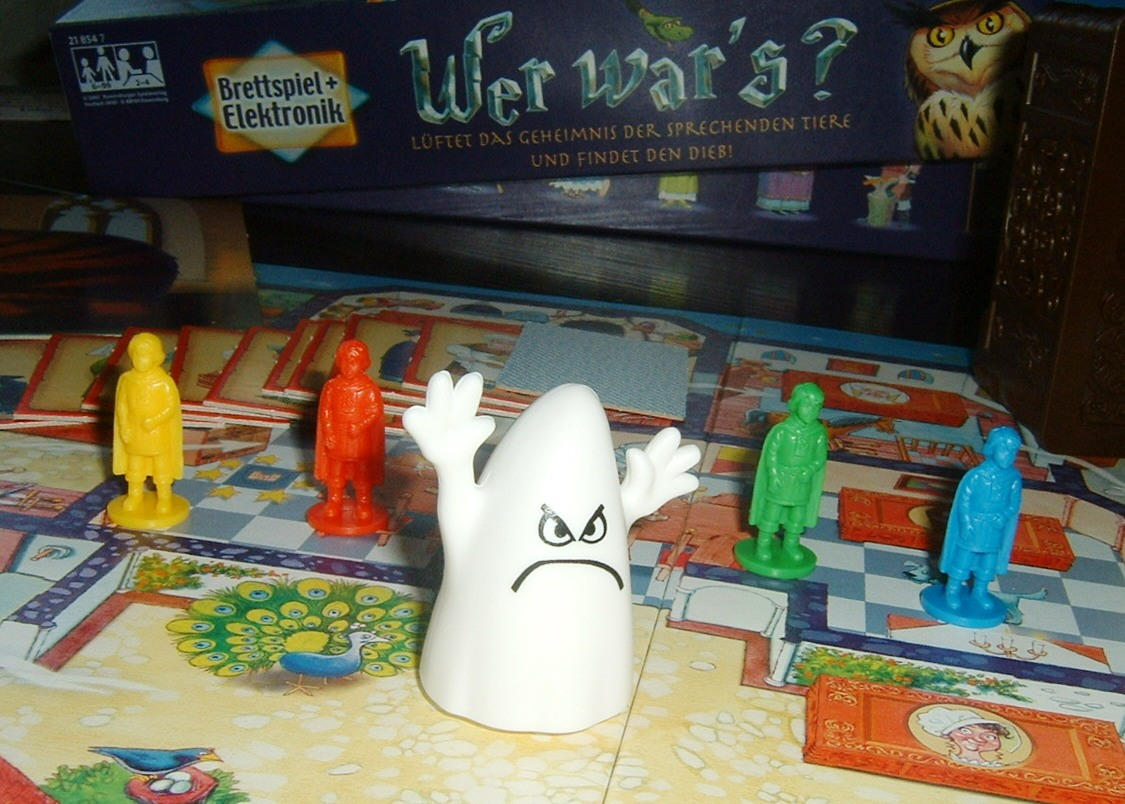
Wer war's

  - 2004: Schatz der Drachen: nominiert
  - 2005: Mago Magino: nominiert
  - 2005: Schildkrötenrennen: nominiert
  - 2005: Fleckenmonster: Empfehlungsliste
  - 2007: Der kleine Sprechdachs: Empfehlungsliste
  - 2008: Wer war’s?: Hauptpreis
  - 2008: Alles Tomate: Empfehlungsliste
  - 2011: Grimaffen: Empfehlungsliste
  - 2015: Honigbienchen: Empfehlungsliste
  - 2016: Mmm!: nominiert
- Deutscher Spiele Preis
  - 1990: Goldrausch: 5. Platz
  - 1992: Quo Vadis: 3. Platz
  - 1993: Modern Art: 1. Platz
  - 1993: Tutanchamun: 2. Platz
  - 1995: Auf Heller und Pfennig: 7. Platz
  - 1995: Medici: 5. Platz
  - 1995: High Society: 10. Platz
  - 1998: Euphrat & Tigris: 1. Platz
  - 1998: Durch die Wüste: 4. Platz
  - 1999: Ra: 2. Platz
  - 1999: Samurai: 4. Platz
  - 2000: Tadsch Mahal: 1. Platz
  - 2003: Amun-Re: 1. Platz
  - 2004: Einfach Genial: 5. Platz
  - 2006: Blue Moon City: 4. Platz
  - 2008: Keltis: 8. Platz
- Deutscher Kinderspiele Preis
  - 1990: Goldrausch: 8. Platz
- Essener Feder
  - 1994: Neue Spiele im alten Rom
  - 2000: Tadsch Mahal
- Spiel der Spiele
  - 2003: King Arthur: Hauptpreis
  - 2003: Amun-Re: Spiele Hit für Experten
  - 2004: Einfach Genial: Hauptpreis
  - 2005: Mago Magino: Spiele Hit für Kinder
  - 2006: Tal der Abenteuer: Hauptpreis
  - 2007: Risiko Express: Spiele Hit für Familien
  - 2008: Drachenparade: Spiele Hit für Familien
  - 2009: Fits: Spiele Hit für Familien
  - 2009: Ramses Pyramid: Hauptpreis
  - 2012: Indigo: Spiele Hit für Familien
  - 2012: Drachenhort: Spiele Hit für Familien
  - 2013: Rondo: Spiele Hit für Familien
- Schweizer Spielepreis
  - 2003: Amun-Re: 2. Platz Freakspiele
  - 2004: Einfach Genial: 1. Platz Strategiespiele
  - 2005: Der Turmbau zu Babel: 1. Platz Strategiespiele
  - 2006: Pirates!: 2. Platz Familienspiele
  - 2007: Einfach Genial Knobelspaß: 1. Platz Familienspiele
- à la carte Kartenspielpreis
  - 1991: Res Publica: 1. Platz
  - 1992: Pirat: 1. Platz
  - 1993: Attacke: 2. Platz
  - 1993: En Garde: 3. Platz
  - 1995: High Society: 3. Platz
  - 1999: Lost Cities: 4. Platz
  - 2001: Trendy: 14. Platz
  - 2009: Poison: 5. Platz
  - 2008: Handelsfürsten: 7. Platz
  - 2008: Pingu-Party: 8. Platz
- Niederländischer Spielepreis
  - 2004: Amun-Re: nominiert
  - 2005: Veel Soeps!: nominiert
  - 2006: Durch die Wüste: nominiert
  - 2006: Pirates!: nominiert
  - 2007: Tadsch Mahal: nominiert
- Origins Award
  - 2002: Kingdoms
- International Gamers Award
  - 2000: Lost Cities: Hauptpreis in der Kategorie Zweispieler
  - 2000: Ra: nominiert in der Kategorie Mehrspieler
  - 2000: Stephenson's Rocket: nominiert in der Kategorie Mehrspieler
  - 2000: Schotten Totten: nominiert in der Kategorie Zweispieler
  - 2001: Der Herr der Ringe: nominiert in der Kategorie Mehrspieler
  - 2001: Die Kaufleute von Amsterdam: nominiert in der Kategorie Mehrspieler
  - 2001: Tadsch Mahal: nominiert in der Kategorie Mehrspieler
  - 2001: Traumfabrik: nominiert in der Kategorie Mehrspieler
  - 2003: Der Herr der Ringe: Die Entscheidung: Sieger in der Kategorie Zweispieler
  - 2004: Einfach Genial: nominiert in der Kategorie Mehrspieler
  - 2004: Carcassonne: Die Burg: nominiert in der Kategorie Zweispieler
  - 2006: Blue Moon City: nominiert in der Kategorie Mehrspieler
  - 2007: Medici vs. Strozzi: nominiert in der Kategorie Zweispieler
- MinD-Spielepreis
  - 2010: Einfach Genial
- Mensa Select Games
  - 2023: Mille Fiori[14]